# Friend of a Friend
«Friend of a Friend» es una canción de la banda checa, Lake Malawi. La canción representó a República Checa en la edición de 2019 del Festival de la Canción de Eurovisión en Tel Aviv. La canción fue anunciada como la ganadora de la selección nacional checa el 28 de enero de 2019.